# هانس هاینریش پهل
هانس هاینریش پهل (انگلیسی: Hans-Heinrich Pahl؛ زادهٔ ۲۷ فوریهٔ ۱۹۶۰) بازیکن فوتبال اهل آلمان است.
از باشگاه‌هایی که در آن بازی کرده‌است می‌توان به باشگاه فوتبال آینتراخت برانشوایگ و باشگاه فوتبال وولفسبورگ اشاره کرد.